# ロレックス・スポーツカー・シリーズ
ロレックス・スポーツカー・シリーズはかつて開催されていた、グランダム・ロードレーシングが運営していた北米のスポーツカーレースシリーズ。かつて失敗に終わったUSRRCに代わり、グランドアメリカン・ロードレーシング・チャンピオンシップ(グランダム・シリーズ）という名前で、2000年に設立された。ロレックスは、2002年にシリーズスポンサーを引き継いだ。
シリーズでは、スポーツプロトタイプカーとグランドツーリングカーのマシンのクラスの混走をした。2003年に、デイトナ・プロトタイプとして知られるプロトタイプ・シャーシがデビューした。これはプレミアイベントである、ロレックス・デイトナ24時間レースにちなんで名付けられた。
シリーズは北米耐久選手権の、デイトナ24時間、ワトキンズ・グレン、インディアナポリスでの3つのプレミアレースが特徴だった。
2012年9月5日、グランダムは、ロレックス・スポーツカー・シリーズとアメリカン・ル・マン・シリーズが合併すると発表した。その後新名称が、ユナイテッド・スポーツカー・レーシングと発表された。後にロレックスが、自社のブランド名のチュードル (Tudor) をシリーズのタイトル名に付ける5年間のネーミングライツ契約に署名したことによって、 2014年と2015年は「チュードル・ユナイテッド・スポーツカー選手権」（通称：TUSCC）のシリーズ名が用いられた 。ロレックス・スポーツカー・シリーズの最終戦は、2013年9月28日にライム・ロック・パークで開催された。

## 歴史

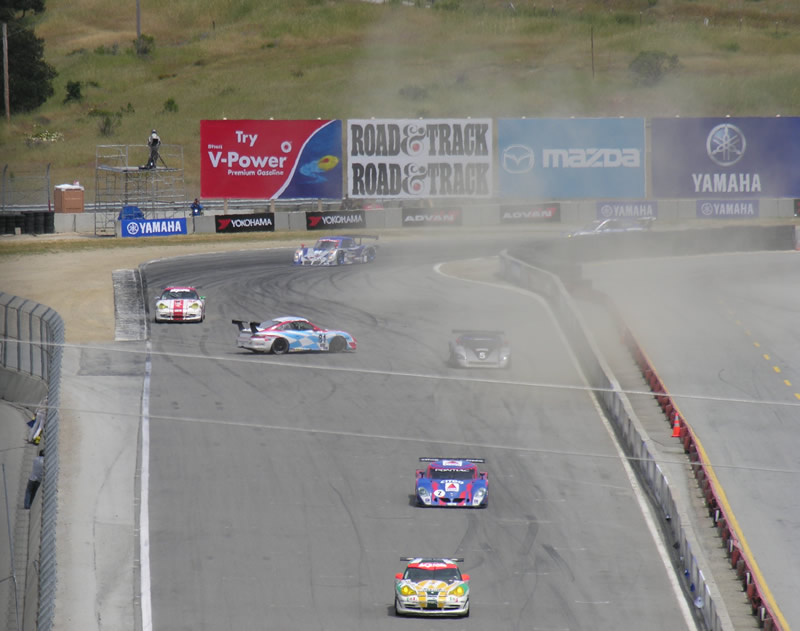
2005年、ラグナセカ

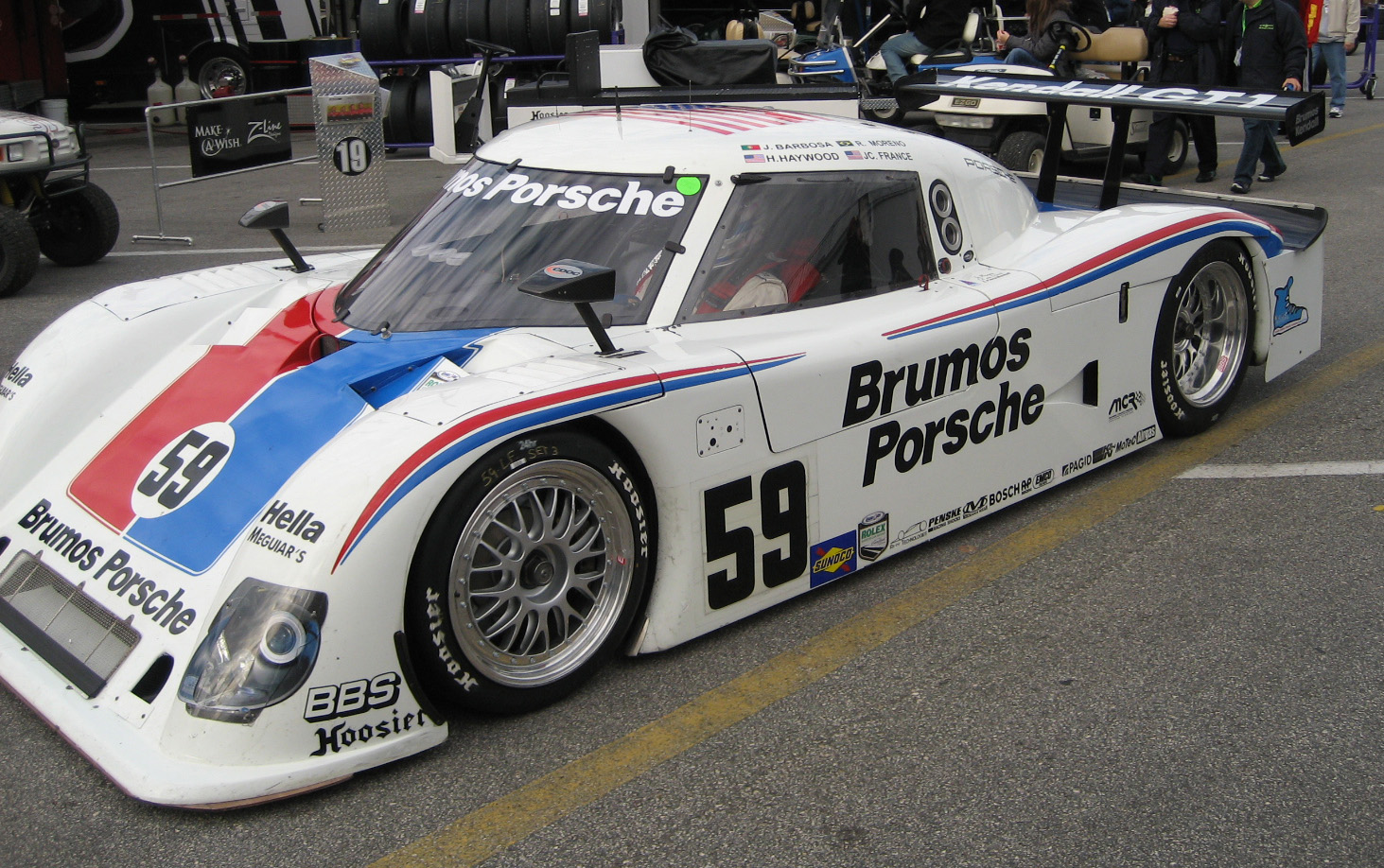
2007年、デイトナ24時間、
ライリー・MkXI・ポルシェ

1999 年、USRRCの失敗で新たに結成された、グランダム・ロードレーシングは、デイトナ24時間レースを中心に、USRRCで使用された同様のフォーマットを採用する意向を発表した。このシリーズは、1999年にアメリカン・ル・マン・シリーズ（ALMS）に変わる以前の、IMSA GT選手権のようなアメリカンスタイルのレースになるとみなされた。新シリーズは、ヨーロッパの新しい FIA スポーツカー選手権で使用されるルールと同じ、スポーツプロトタイプカーの2つのクラス、グランド ツーリングカーは、GTOは大排気量ベースのレーシングカー、GTUは小排気量ベースのレーシングカー、AGTはアメリカン・チューブフレームカークラスの3つのクラスで構成された。シリーズにワトキンス・グレン6時間レースを獲得し、デイトナ24時間レースと並んで2戦目の耐久レースをシリーズに加えることで、ALMSのセブリング12時間レースとプチ・ル・マンに対抗した。
2001年、GTOとGTUは、GTSとGTに改名され、ALMSで使用されるクラスと同様にした。
2003年、スポーツプロトタイプクラスに、デイトナ・プロトタイプ（DP）が初めてデビューし、シリーズは根本的な変化を遂げることになった。SRPⅡクラスは2003年末まで継続したが、参戦は少なかった。AGTクラスは廃止され、GTSクラスに集約された。
2004年、デイトナ・プロトタイプとGTカーとのギャップを大きくするため、GTSクラスが廃止された。これにより、GTクラスがGTのトップクラスとなり、グランダム・カップ・シリーズからランクアップしたスーパー・グランド・スポーツ（SGS）クラスが加わった。
2005年、さらに集約され、すべてのGTスタイルの車が、GTクラス1つになった。
グランダム・ロードレーシングのこの規定は、レースで平等を保つことができ、どちらのクラスでも車の使いやすさと低コストで参戦できる為に、ほとんどのイベントで多数の参戦チームがあるシリーズになった。

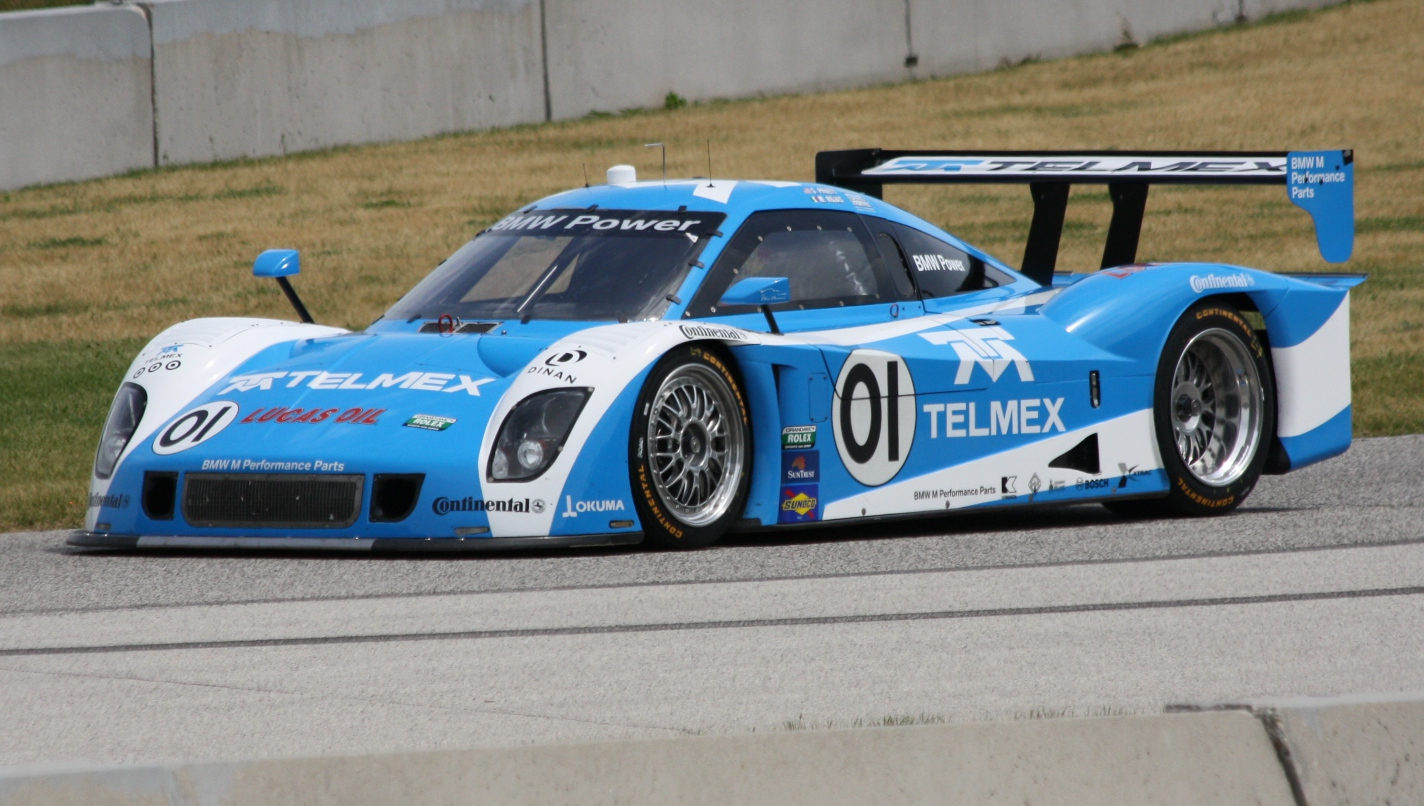
ロード・アメリカ、2012年チャンピオン、プルーエット/ロハス、ライリーMk. XXVI・BMW

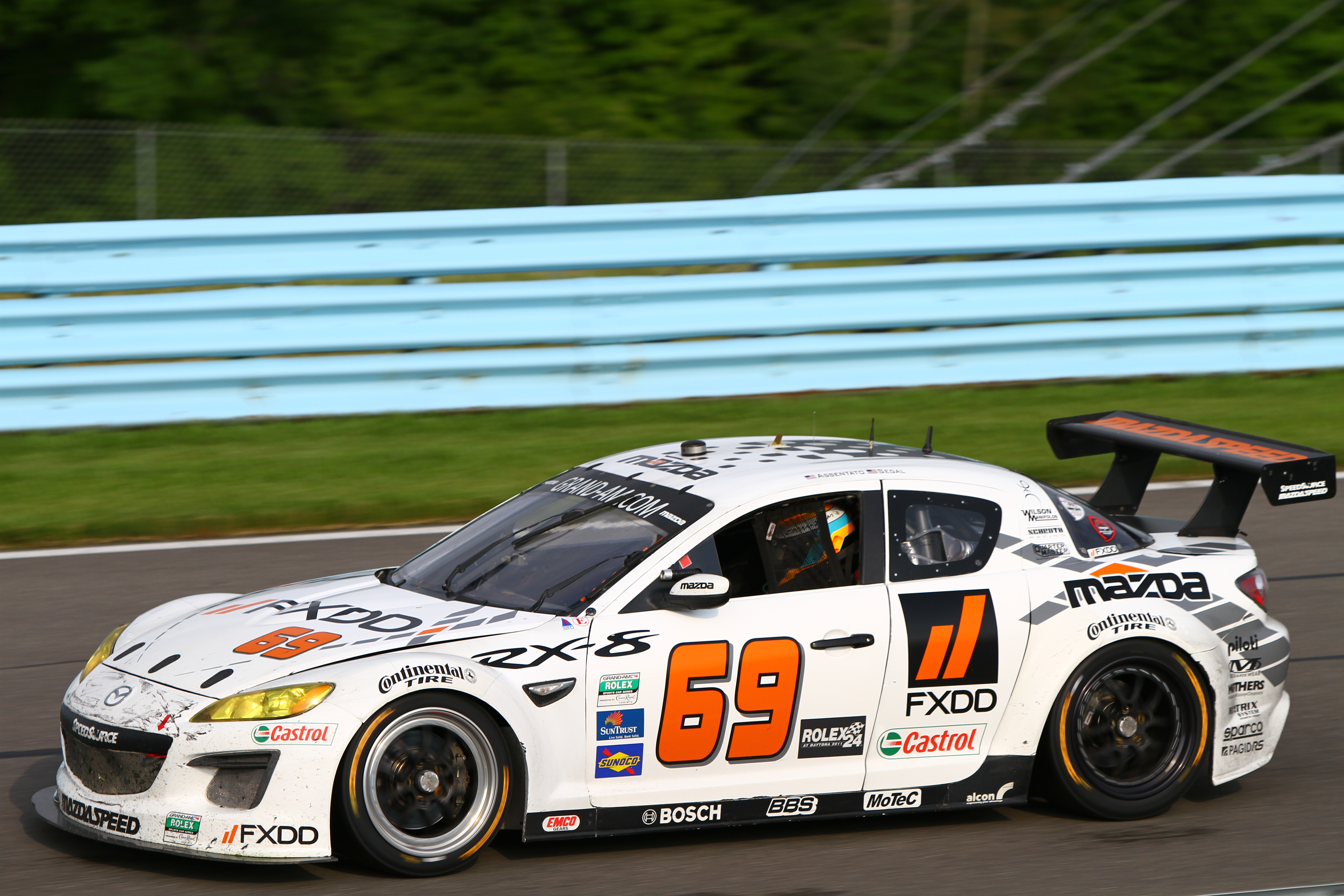
2011年、ワトキンズグレン、マツダ・RX-8

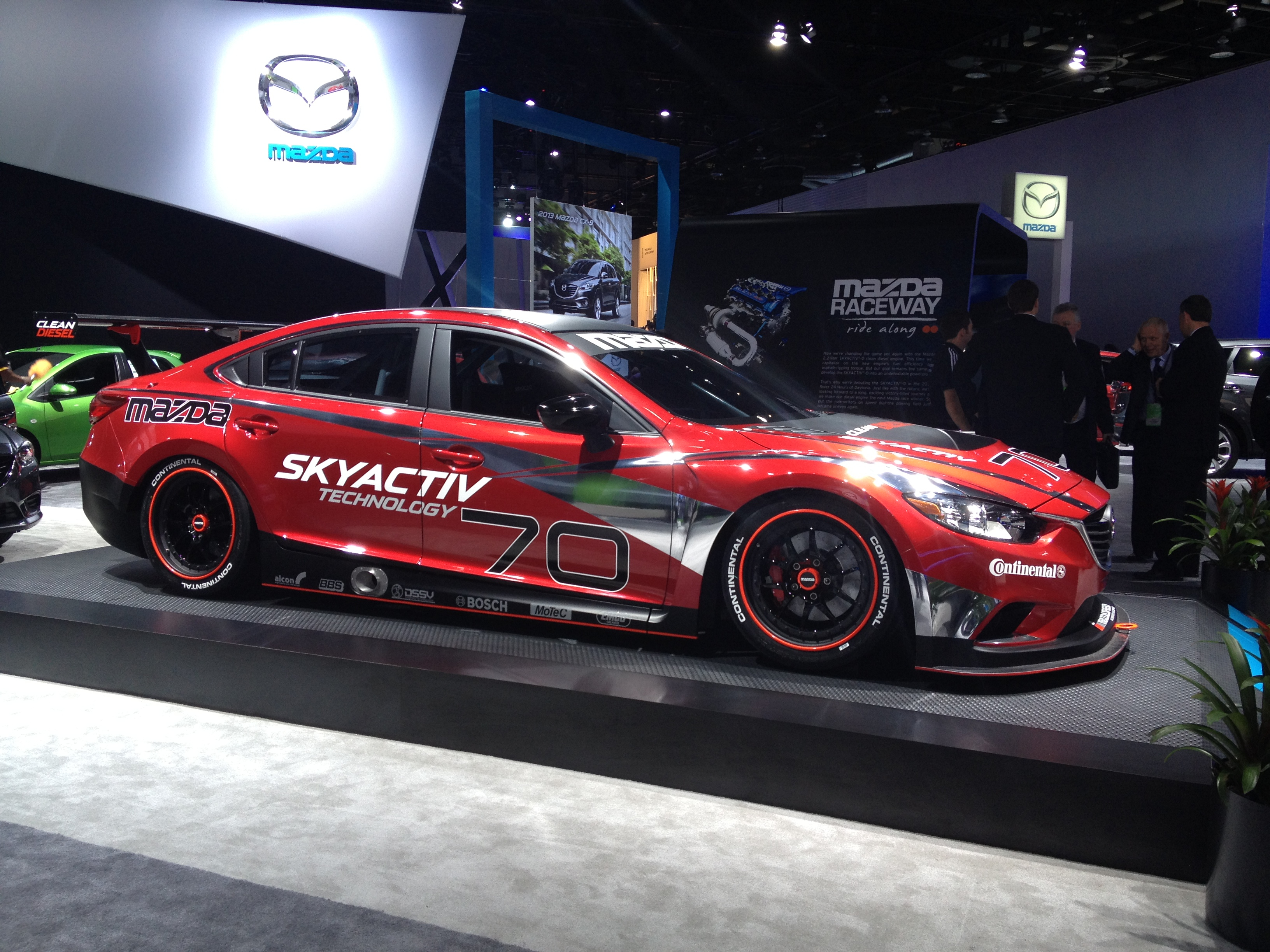
2013年、マツダ・6 SKYACTIV-D、レーシングカー

このように参加台数が多いため、グランダムは、GTとDPクラスのショートトラックでのレースで、一度に50台の車をトラックに入れるのは難しい為、分けてレースする必要があった。いずれの場合も、土曜日にGTクラスがレースを行い、日曜日にDPクラスがレースを行う。このスプリット形式により、ドライバーは両方のレースに参戦できる。各レースは、2つのクラスが混走した場合のように、同じ距離で行われた。ただし、GTクラスは、混走の場合、優勝したプロトタイプより数周遅れでフィニッシュする可能性が高く、完全な距離をカバーできない可能性があるため、GTクラスは混走のレースよりもわずかに長い距離になった。
GTクラスとDPクラスの混走の場合、2つのクラスはオートバイのレーススタイルの「ウェーブスタート」を使用することになる。これはフランス家が、グランダム・シリーズを組織する前にオートバイレースに参加していたロジャー・エドモンソンのコンセプトである。まずDPクラスに最初にグリーンフラッグを立て、続いて通常20～30秒後に (トラックの長さに応じて) GTクラスにフラッグを立てる。車を別々にスタートさせることで、2つのクラスの車が別々にスタートすることにより、より安全なレース運営をした。
NASCARとの提携により、多くのスプリントカップシリーズのドライバーがグランダム・シリーズのレース、特にデイトナ24時間レースに参加した。
日本勢では、2010年にマツダが、GTクラスでスピード・ソースチームからRX-8で参戦、デイトナ24時間クラス優勝を果たし、その年のドライバー、エンジン部門でダブルタイトルを獲得した。
また、2013年シリーズでも、環境に配慮した車両によって競われるGXクラスで、パイプフレームにアメリカのマツダ・6似の外装を装着し、エンジンにレース用に開発したスカイアクティブ-D(ディーゼルエンジン)を搭載したマシンで、シーズン中に9連勝するなどしてクラスチャンピオンを獲得した。

## タイヤ・パートナーの歴史
ロレックス・スポーツカー・シリーズのタイヤ戦争は、2000年から始まり、ミシュラン、ダンロップ、グッドイヤー、エイヴォン、ピレリ、フージャー、ヨコハマが2001年までのタイヤサプライヤーだった。2002年から2004 年まで、ダンロップとグッドイヤーの2社がサプライヤーになった。2005年から2007年まで、フージャーのワンメイクだった。2008年から2010年まで、ピレリのワンメイクとなった。その後ピレリは2010年6月24日に、スイスジュネーヴでのFIA世界モータースポーツ評議会で、ロレックス・スポーツカー・シリーズを離れ、2011年からF1、GP2アジアシリーズ、GP2のタイヤサプライヤーになった。
2011年、コンチネンタルがタイヤサプライヤーを引き継ぎ、2014年にシリーズがユナイテッド・スポーツカー選手権に統合されるまで、サプライヤーの役割を果たした。

## シリーズチャンピオン
| Season | Classes                                       | Classes                               | Classes                               | Classes                               | Classes              |
| 2000   | SR                                            | SRII                                  | GTO                                   | GTU                                   | AGT                  |
| ------ | --------------------------------------------- | ------------------------------------- | ------------------------------------- | ------------------------------------- | -------------------- |
| 2000   | ジェームス・ウィーバー                        | ラリー・オベルト                      | テリー・ボルシェラー                  | マイク・フィッツジェラルド            | ダグ・ミルズ         |
| 2001   | SRP                                           | SRPII                                 | GTS                                   | GT                                    | AGT                  |
| 2001   | ジェームス・ウィーバー                        | アンディ・ラリー                      | クリス・ビンガム                      | ダレン・ロー                          | クレイグ・コンウェイ |
| 2002   | ディディエ・セイス                            | テリー・ボルシェラー                  | クリス・ビンガム                      | ビル・オーバーレン コート・ワグナー   | ケリー・ヒット       |
| 2003   | DP                                            | SRPII                                 | GTS                                   | GT                                    |                      |
| 2003   | テリー・ボルシェラー                          | スティーブ・マーシャル                | トミー・リギンズ デイブ・マチャバーン | コート・ワグナー ブレント・マティーニ |                      |
| 2004   | DP                                            | GT                                    | SGS                                   |                                       |                      |
| 2004   | マックス・パピス スコット・プルーエット       | ビル・オーバーレン ボリス・セッド     | アンディ・ラリー マーク・バンティング |                                       |                      |
| 2005   | DP                                            | GT                                    |                                       |                                       |                      |
| 2005   | マックス・アンジェレッリ ウェイン・テイラー   | クレイグ・スタントン                  |                                       |                                       |                      |
| 2006   | ヨルグ・ベルグマイスター                      | アンディ・ラリー マーク・バンティング |                                       |                                       |                      |
| 2007   | アレックス・ガーニー ジョン・フォガーティ     | ディルク・ヴェルナー                  |                                       |                                       |                      |
| 2008   | スコット・プルーエット メモ・ロハス           | ポール・エドワーズ ケリー・コリンズ   |                                       |                                       |                      |
| 2009   | アレックス・ガーニー ジョン・フォガーティ     | レハ・キーン ディルク・ヴェルナー     |                                       |                                       |                      |
| 2010   | スコット・プルーエット メモ・ロハス           | エミル・アセンタト ジェフ・シーガル   |                                       |                                       |                      |
| 2011   | スコット・プルーエット メモ・ロハス           | レハ・キーン アンドリュー・デイビス   |                                       |                                       |                      |
| 2012   | スコット・プルーエット メモ・ロハス           | エミル・アセンタト ジェフ・シーガル   |                                       |                                       |                      |
| 2013   | DP                                            | GT                                    | GX                                    |                                       |                      |
| 2013   | マックス・アンジェレッリ ジョーダン・テイラー | アレッサンドロ・バルザン              | ジム・ノーマン                        |                                       |                      |

## テレビ放送
スピード チャンネルは、ロレックス・スポーツカー・シリーズをワトキンズ・グレン6時間レースとデイトナ24時間レースを含み、ほぼ独占的に放送していた。2013年8月17日、Fox Sports 1が2014 年から新たに設立されるユナイテッド・スポーツカー選手権を独占放送にすることになった。